# Dalibor Balšínek
Dalibor Balšínek (* 25. ledna 1972 Odry) je český novinář a manažer.

## Život
Vystudoval literární vědu na FPF Slezské univerzity v Opavě (1993) a masovou komunikaci na FSV Univerzity Karlovy v Praze (2000). Začínal v regionálním tisku jako kulturní redaktor, od začátku studií v Praze (1994) pracoval jako redaktor Lidových novin. Na jaře roku 1996 nastoupil jako politický reportér do televize Nova. Po dvou letech z televize odešel do vydavatelství Stratosféra, aby založil a vedl svůj první časopisecký projekt, titul Spy. Časopis, který byl koncipován jako politický bulvár, opustil po necelém roce. Pracoval opět pro televizi Nova a v polovině roku 1999 byl jmenován ředitelem tisku a PR TV Nova. V červnu 2000 se stal šéfredaktorem časopisu Týden. Za jeho působení se zvedl prodaný náklad časopisu Týden z 16 327 v roce 2000 na 50 895 v roce 2008. V roce 2004 získal Týden ocenění Unie vydavatelů Časopis roku. V roce 2002 založil časopis Instinkt a stal se mediálním ředitelem vydavatelství Mediacop. Časopis Instinkt po roce úspěšného vydávání získal ocenění Hvězda roku. Z vydavatelství Mediacop odešel v lednu 2009 do představenstva mediální skupiny MAFRA, kam byl zvolen. Zodpovídal jako ředitel a šéfredaktor za Lidové noviny a internetové aktivity skupiny. V listopadu 2013 se dohodl s vedením společnosti na tom, že ve vedení listu skončí. Ještě téhož roku začal zakládat vydavatelství Echo Media a.s., které v březnu 2014 spustilo internetový názorový deník Echo24, v červenci nejprve digitální a v listopadu pak také tištěný Týdeník Echo.
Je ženatý a má tři dcery.